# QEK 325

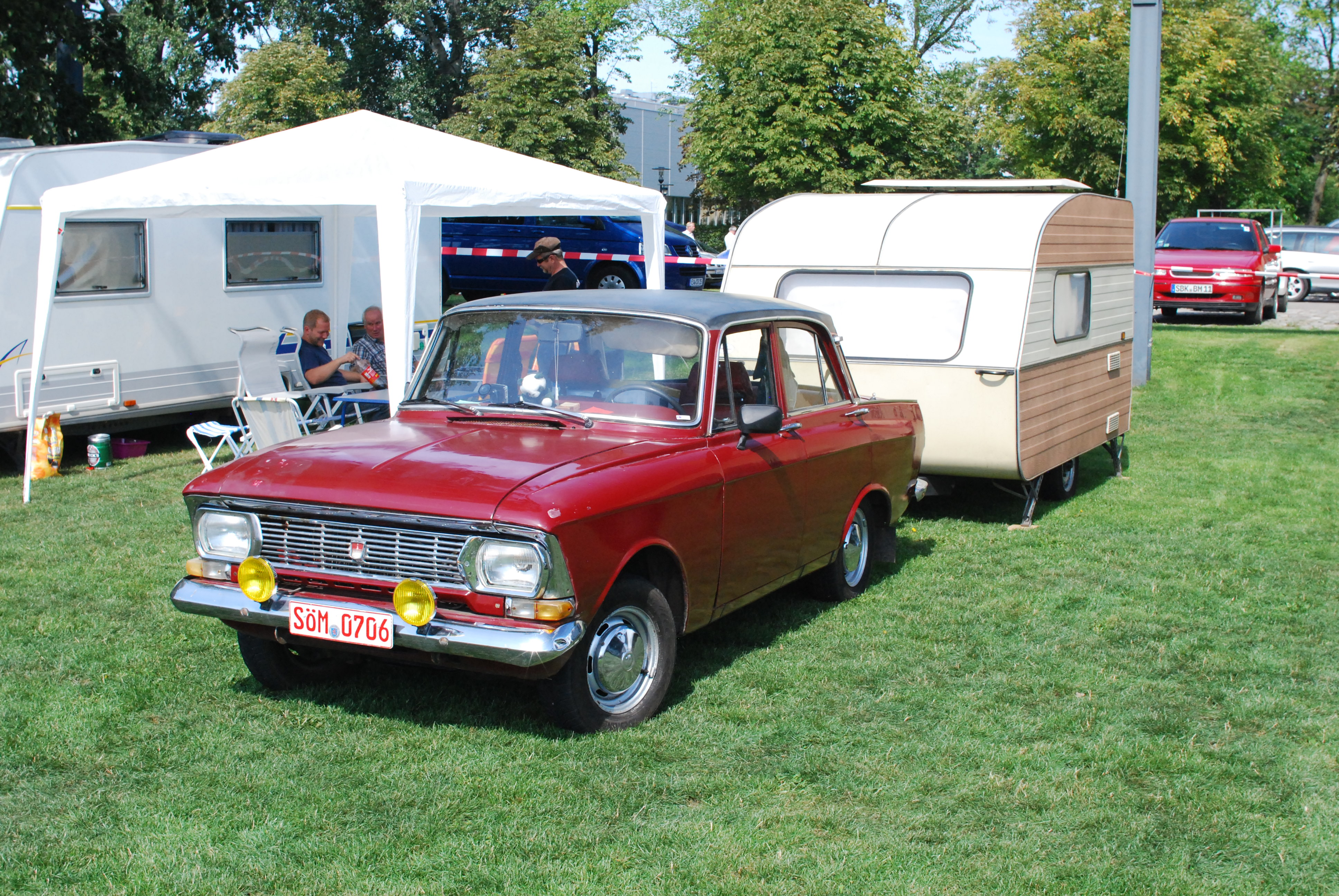
QEK 325 an einem Moskwitsch 408 IE

Der Wohnwagen QEK 325 wurde als großer Bruder des QEK Junior bzw. Nachfolger des ab 1986 gebauten QEK Aero von 1989 bis 1991 im Rahmen der Konsumgüterproduktion der Deutschen Demokratischen Republik (DDR) im Stahl- und Walzwerk Hennigsdorf in Hennigsdorf bei Berlin gefertigt und stellt neben dem Zeltanhänger Rhön Universal eine der letzten Neukonzeptionen im Wohnwagenbau der DDR dar. Die Herstellung wurde bereits 1991 beendet.